# 레베카 위속키

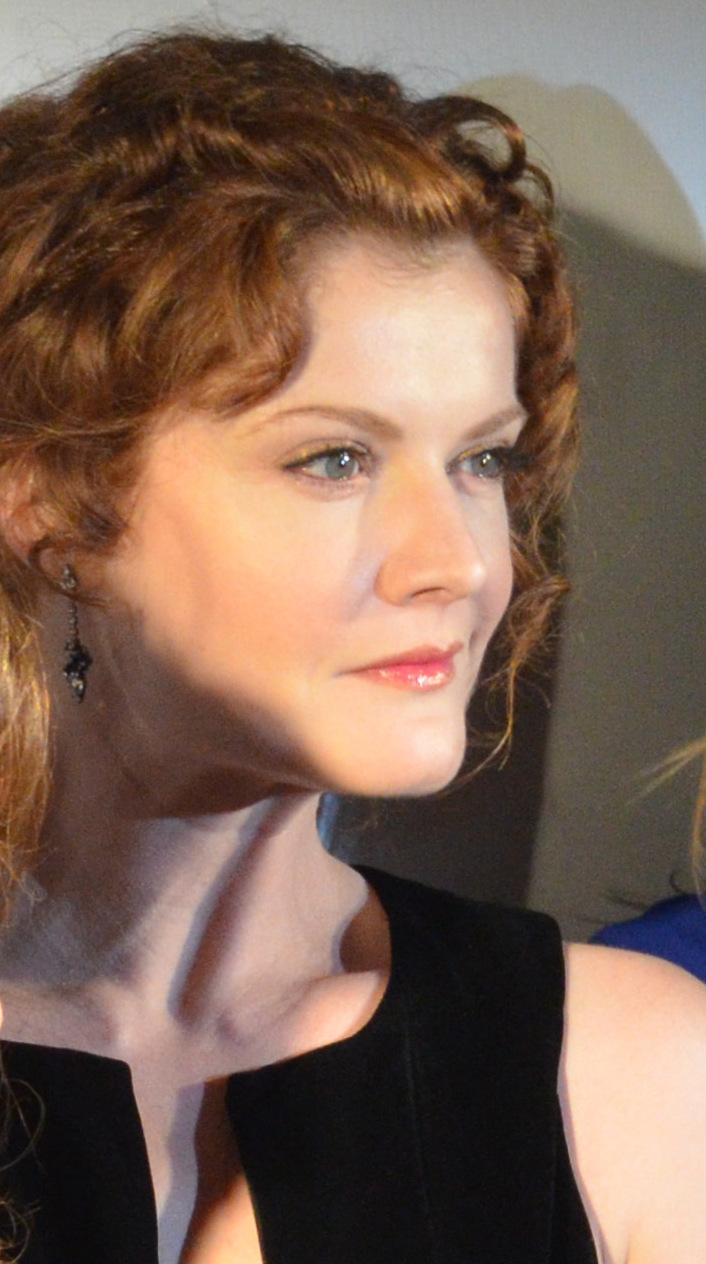

레베카 위속키(Rebecca Wisocky, 1974년 11월 12일 ~ )는 미국의 배우, 연극 배우, 텔레비전 배우, 영화배우이다.
요크에서 태어났다.

## 방송
- 디비어스 메이드 시즌4
- 디비어스 메이드 시즌3
- 디비어스 메이드 시즌2
- 디비어스 메이드
- 멘탈리스트 5

## 영화
- 헬로, 마이 네임 이즈 도리스 (2015년)
- 디비어스 메이드 시즌3 (2015년)
- 디비어스 메이드 시즌2 (2014년)
- 디비어스 메이드 (2013년)
- 아메리칸 호러 스토리 시즌1 (2011년) - 로레인 하비 역
- 아틀라스 슈러그드: 파트 1 (2011년) - 릴리언 리얼든 역
- 멘탈리스트 1 (2008년)
- 세이빙 그레이스 (2007년)
- 도리안 그레이의 초상 (2007년)
- 법과 질서 - 뉴욕 특수수사대 (2001년)
- 운명같은 사랑 (2000년)
- 폴락 (2000년)
- Law & Order : 성범죄전담반 1 (1999년)